# Meleci de Licòpolis
Meleci de Licòpolis (grec antic: Μελέτιος, Melétios; llatí: Meletius) fou un bisbe cismàtic dels segles iii i iv. Era bisbe de Licòpolis a l'Alt Egipte en temps de la persecució de Dioclecià (que va començar el 303) i es va negar a fer sacrificis als ídols. Segons Atanasi, fou deposat en un sínode presidit pel bisbe Pere d'Alexandria, i llavors va decidir separar-se i formar una nova comunitat. Epifani diu que va renunciar a la fe però després va fer penitència i va demanar ser restaurat a la comunió de l'església; mentre va romandre separat va tenir un gran nombre de seguidors i Epifani no està segur de si era Meleci el que s'havia separat o era Pere d'Alexandria o eren ambdós conjuntament.
Empresonat, va estendre el seu cisma des de la presó, i després, desterrat a la mines de Phaenion, a l'Aràbia Pètria, entre els miners. La seva església es deia Església dels Màrtirs i es va estendre per Palestina; Meleci va visitar Jerusalem, Eleuteròpolis, i Gaza, on va ordenar sacerdots. Així va romandre fins al concili de Nicea I el 325 on fou condemnat.
Meleci va morir poc temps després i el va succeir Joan Arcaf designat per Meleci; els melecians van cooperar amb els arrians.